# ベニモンマダラ

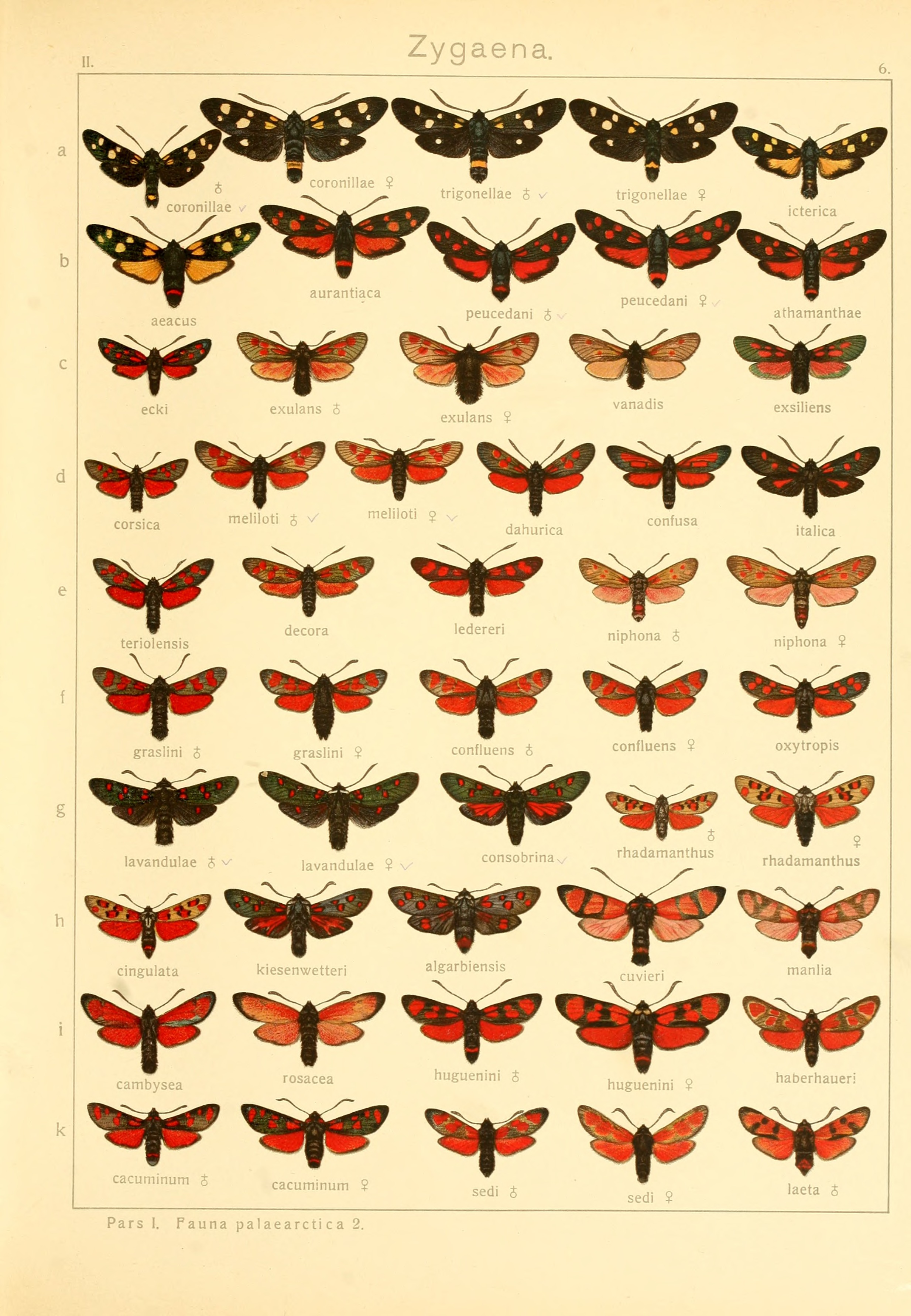
Zygaena niphona in Seitz e

ベニモンマダラ（Zygaena niphona）は、マダラガ科に属するガの一種。
国内では本州中部より北に分布している。